# Morávka

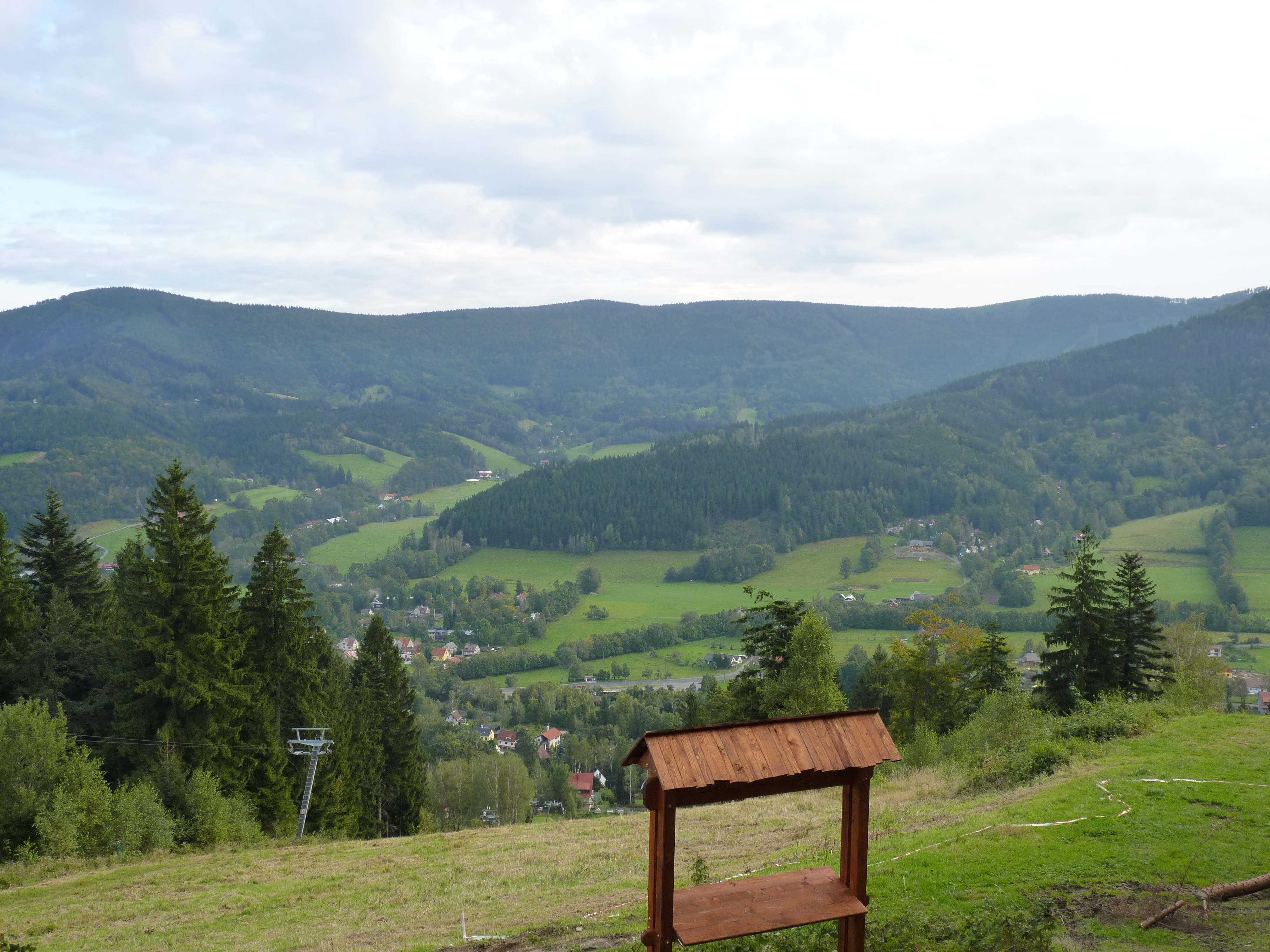
Morávka (2010)

Morávka (polnisch und deutsch Morawka, älter Maranka) ist eine Gemeinde in Tschechien. Sie liegt 16 Kilometer südöstlich von Frýdek-Místek und gehört zum Okres Frýdek-Místek.

## Geographie
Das Bergdorf Morávka befindet sich im oberen Tal der Morávka in den Mährisch-Schlesischen Beskiden. Die Gemeinde liegt auf dem Gebiet des Landschaftsschutzgebietes Beskiden. Oberhalb des Dorfes werden in der Trinkwassertalsperre Morávka die Morávka und der Slavíč gestaut. Nordöstlich erhebt sich der Javorový (1031 m), im Osten der Slavíč (1054 m) und im Süden der Travný (1203 m).
Nachbarorte sind Komorní Lhotka und Řeka im Norden, Tyra im Nordosten, Košařiska im Osten, Horní Lomná im Südosten, Krásná im Südwesten sowie Pražmo im Westen.

## Geschichte
Die erste urkundliche Erwähnung des Dorfes erfolgte 1615. Besitzer des Ortes waren zu dieser Zeit die Grafen von Würben. Später folgen die Grafen von Oppersdorff und das Geschlecht von Praschma.
Nach der Aufhebung der Patrimonialherrschaften bildete Morawka ab 1850 eine Gemeinde im Bezirk Teschen, ab 1908 gehörte sie zum Bezirk Friedeck/Frýdek.
Während der Zeit des Protektorates Böhmen und Mähren wurde Morawka zu einem Zentrum von Partisanenaktivitäten. Am Hang des Malý Travný errichteten die Partisanen mit Hilfe der Einwohner einen Erdbunker. Im Dezember 1944 wurde den Besatzern der Schlupfwinkel der Partisanen bekannt und am 9. Dezember stürmten SS-Einheiten den Bunker. Dabei starben elf der Partisanen. Am 14. Dezember 1944 wurde im Gasthaus ein Standgericht abgehalten, das 14 Einwohner zum Tode verurteilte, weitere 10 wurden in Konzentrationslager verschleppt.
1950 wurde die Gemeinde in den Okres Místek umgegliedert und nach dessen Auflösung gehört sie seit 1961 zum Okres Frýdek-Místek. Zwischen 1961 und 1967 erfolgte der Bau der Talsperre Morávka. 1971 wurde das Dorf für seine Verdienste im Kampf gegen die Nationalsozialisten mit dem Tschechoslowakischen Friedenspreis und dem Ehrentitel Partyzánská obec (Partisanengemeinde) ausgezeichnet. 1999 wurde in den Wäldern der Gemeinde eine 85-jährige und 25 m hohe Fichte geschlagen und als Weihnachtsbaum an den Vatikan geliefert.
Am 6. Mai 2000 schlug auf dem Fluren der Gemeinde ein größerer Meteorit ein, der den Namen Morávka erhielt. Die drei aufgefundenen Trümmerstücke befinden sich im Prager Nationalmuseum. Im Jahre 2001 wurde erneut zwei Bruchstücke gefunden, von denen das eine sich im Privatbesitz in Ostrava und das andere in Wien befindet.
Das Dorf ist heute ein Erholungsort.

## Gemeindegliederung
Für die Gemeinde Morávka sind keine Ortsteile ausgewiesen. Zu Morávka gehören die Ansiedlungen Byčinec, Dolinky, Kocuří, Kotly, Křížové cesty, Ježanky, Lúčka, Malé Lipové, Nytrová, Skalka, Slavíč, Uspolka, Velké Lipové, Vlaské, Vojkovčina und Vysuté.

## Sehenswürdigkeiten
- Kapelle in Morávka
- Glockenturm in Velké Lipové
- Glockenturm in Vlaské
- Talsperre Morávka
- Reste des Partisanenbunkers am Malý Travný mit 1946 errichteten Gedenkstein